# Bandikutcovití
Bandikutcovití (Peroryctinae) představují skupinu bandikutů, v současné podobě zahrnující pouze rod Peroryctes (česky bandikutec).

## Systematika
Bandikutcovité poprvé vymezila dvojice biologů Colin Groves a Tim Flannery v podobě samostatné čeledi Peroryctidae. V tomto pojetí bandikutcovití zahrnovali rody Echymipera, Microperoryctes, Peroryctes a Rhynchomeles, které byly vyčleněny od bandikutovitých (Peramelidae). Grovesův a Flenneryho systém byl založen především na morfologických znacích; vyjma konkrétních charakteristik ve stavbě jednotlivých lebečních kostí měli bandikutcovití spíše vysokou a cylindrickou lebku, zatímco lebka bandikutovitých byla spíše plochá. Z hlediska areálu výskytu měli bandikutcovití žít na Nové Guineji, přidružených ostrovech a v extrémních oblastech severovýchodní Austrálie. Se systémem, v rámci něhož se řád bandikutů dělí na bandikutovité a takto vymezené bandikutcovité, se lze stále v některých zdrojích setkat.
Molekulárně-fylogenetické studie z přelomu tisíciletí nicméně vydělení samostatné čeledi Peroryctidae nepodpořily, byť situaci komplikoval především nedostatek vzorků vhodných pro extrakci genetického materiálu. Čeleď Peroryctidae proto není v rámci moderního systému bandikutů většinou rozlišována a její zástupci jsou sdružováni v rámci původní čeledi Peramelidae; v rámci ní však bývá rozlišována podčeleď Peroryctinae, která v této „okleštěné“ podobě zahrnuje pouze novoguinejský rod Peroryctes. Rody vymezené na základě definice z roku 1990 nicméně podle novějších fylogenetických analýz tvoří monofyletickou skupinu.
Rod Peroryctes je dělen do dvou druhů:
- Peroryctes broadbenti (Ramsay, 1879) – bandikutec velký
- Peroryctes raffrayana (Milne-Edwards, 1878) – bandikutec Raffrayův